# Emendas à Constituição da Irlanda
Uma emenda pode ser feita a qualquer parte da Constituição da Irlanda, a lei fundamental Irlanda, mas apenas por referendo. Uma primeira alteração deve ser aprovada pelas duas Casas do Oireachtas (parlamento) e, em seguida, submetidos a um referendo, e, finalmente assinado em lei pelo Presidente. 
Além dos referendos constitucionais, a Constituição também prevê, em circunstâncias extraordinárias, de um referendo sob a forma de um projeto de lei normal conhecido como o referendo ordinário, mas ainda não ocorreu nenhum.

## Lista de alterações

### De acordo com disposições transitórias
- Primeira Emenda (2 de Setembro de 1939): Estender a definição de "tempo de guerra" para incluir uma guerra em que o Estado não é um participante. O motivo por detrás desta alteração foi o de permitir ao Governo a exercer poderes de emergência durante a II Guerra Mundial, em que o Estado foi neutro.
- Segunda Emenda (30 de Maio de 1941): Este foi uma alteração de uma variedade de artigos que visam introduzir uma série de mudanças ao documento, algumas importantes e outras menores, mas ainda possível, sem a necessidade de um referendo.

### Por referendo
- Terceira Emenda (8 de Junho de 1972): Permitir ao Estado a aderir à Comunidade Europeia.
- Quarta Emenda (5 de Janeiro de 1973): Redução da idade para exercer a votação, de 21 para 18 anos.
- Quinta Emenda (5 de Janeiro de 1973): Removida a referência de "posição especial" da Igreja Católica e de algumas outras denominações.
- Sexta Emenda (3 de Agosto de 1979): Os pedidos feitos pela Câmara não poderiam ser declarados inconstitucionais por não serem feitos por um tribunal.
- Sétima Emenda (3 de Agosto de 1979): Permitido ao Estado determinar que as instituições de ensino superior teriam o direito de eleger membros da Senado.
- Oitava Emenda (7 de Outubro de 1983): Proibição do aborto.
- Nona Emenda (2 de Agosto de 1984): Extensão do direito de voto para determinadas pessoas que não nasceram no país.
- Décima Emenda (22 de Junho de 1987): Admitido ao Estado a ratificar o Ato Único Europeu.
- Décima Primeira Emenda (16 de Julho de 1992): Admitido ao Estado de ratificar o Tratado de Maastricht.
- Décima Terceira Emenda (23 de Dezembro de 1992): especifica que a proibição do aborto não seria limitada pela liberdade de viajar dentro e fora do Estado.
- Décima Quarta Emenda (23 de Dezembro de 1992): especifica que a proibição do aborto não seria limitada pelo direito de distribuir informações sobre serviços de aborto em países estrangeiros.
- Décima Quinta Emenda (17 de Junho de 1996): Removida a proibição constitucional de divórcio, mas manteve algumas restrições sobre a sua ocorrência.
- Décima Sexta Aletração (12 de Dezembro de 1996): Permitir a um tribunal de recusar alguma fiança, se o suspeito iria cometer um crime enquanto estivesse em liberdade.
- Décima Sétima Emenda (14 de Novembro de 1997): Introduzidas disposições relacionadas com a confidencialidade das reuniões de gabinete. É protegido a menos que, em determinadas circunstâncias, o Tribunal Superior ordenar em contrário.
- Décima Oitava Emenda (3 de Junho de 1998): Permitir ao Estado de ratificar o Tratado de Amsterdão.
- Décima Nona Emenda (3 de Junho de 1998): Permitir a alteração dos artigos 2.º e 3.º da Constituição da Irlanda, tal como exigido pelo Acordo de Belfast.
- Vigésima Emenda (23 de Junho de 1999): As eleições para o governo local devem ocorrer a cada cinco anos.
- Vigésima Primeira Emenda (27 de Março de 2002): Proibição da pena de morte, e também a remoção de todas as referências sobre a morte no texto.
- Vigésima Terceira Emenda (27 de Março de 2002): Permitir ao Estado de ratificar o Estatuto do Tribunal Penal Internacional.
- Vigésima Sexta Emenda (7 de Novembro de 2002): Permitir ao Estado de ratificar o Tratado de Nice.
- Vigésima Sétima Emenda (24 de Junho de 2004): Restrinção do direito da cidadania irlandesa.
- Vigésima Oitava Emenda (15 de Outubro de 2009): Permitir a ratificação do Tratado de Lisboa.

#### Falhadas
- 1958: Esta foi uma proposta para alterar o sistema eleitoral para as eleições para o Dáil Éireann a partir de representação proporcional sob o voto único transferível. Também propôs estabelecer uma comissão independente para o desenho dos limites do círculo sobre uma base constitucional. Foi submetida a um referendo em 17 de Junho de 1959, mas foi rejeitada.
- 1968: Esta proposta visava especificar mais precisamente o sistema de repartição no desenho das fronteiras do círculo. Ela teria permitido aos constituintes rurais a eleger um número desproporcionado de deputados. A proposta foi submetida a um referendo em 16 de Outubro de 1968, mas foi rejeitada.
- 1968: Esta foi uma segunda tentativa para alterar o sistema eleitoral, suprimindo a representação proporcional. Foi submetida a um referendo no mesmo dia que a anterior e foi rejeitada.
- 1986: Esta proposta visava eliminar a proibição constitucional sobre o divórcio. Foi submetida a um referendo em 26 de Junho de 1986, mas foi rejeitada. A proibição do divórcio foi levantada pela Quinta Emenda, em 1996.
- 1992: Esta proposta visava reforçar a proibição constitucional sobre o aborto, afirmando que um aborto não podia procurar a protecção da saúde, em vez da vida, da mulher, e que o risco para a vida da mulher por suicídio não poderia ser motivo para um aborto. Foi submetida a um referendo em 25 de Novembro de 1992, mas foi rejeitada.
- 2001: Esta proposta visava criar um organismo para a investigação de juízes e para alterar o processo de remoção de juízes. Ela não foi aprovada pelas casas do Oireachtas.
- 2001: Isto teria permitido ao Estado de ratificar o Tratado de Nice. Esta proposta foi rejeitada num referendo em 7 de Junho de 2001. Os eleitores inverteram essa decisão, quando adotaram a Vigésima Sexta Emenda, em 2002.
- 2002: Esta foi uma segunda tentativa de reforçar a proibição constitucional sobre o aborto e para prevenir que os riscos de suicídio fossem invocados como motivo para um aborto. Foi submetida a um referendo em 6 de Março de 2002, mas foi rejeitada.
- 2008: Isto teria permitido ao Estado de ratificar o Tratado de Lisboa. Esta proposta foi rejeitada num referendo em 12 de Junho de 2008.